# 孙中山像开国纪念币
中华民国开国纪念币，因有别于黎元洪、袁世凯头像的同名纪念币，又称孙中山像开国纪念币、孙像开国纪念币、总理像银币、孙币，也俗称「孙小头」，是辛亥革命后南京临时政府于1912年命令南京江南造币厂铸造的流通纪念币，面额有1圆、2角两种，银质为主，存在极少数金质样币。初版发行量较少，1927年國民政府建立后至1933年3月间曾经大量再版，1948年中華民國政府恢复银本位后也有少量重铸。

## 发行

### 初版
1911年辛亥革命后，南京临时政府接管清政府设立于南京的度支部江南造币分厂，改为江南造币厂。由于南京政府财政窘迫，市面货币紧缺，因此12月11日江南造币厂复工，当时新币制尚未确定，因此重新铸造的还是大清银元。江南造币厂在接管之初铸本（金银原材料）短缺，几次铸造后告罄，因此该厂通过时任同盟会财长、沪军都督府副财长张静江在上海筹款，张静江建议孙中山铸造开国纪念币并获准。1月23日，江南造币厂总经理余成烈、协理林景找到孙中山，提出改铸新币、改隶财政部等请求，希望政府能够协助解决铸本短缺的问题。1月29日，南京政府批复造币厂，同意改隶财政部、筹款造币，2月10日江南造币厂改为中华民国财政部造币总厂，暂时停止造币，等待财政部确定新币样式。
纪念币方案提出后，受到臨時政府内斗殃及。首先是财政部与沪军都督府之争：上海起义之后，陈其美在上海设立中华银行发行纸币，解决了起义军的财政问题，並在南京临时政府组建时极力争取财权。但孙中山任命大清银行（后改称中国银行）的陈锦涛为财长，於是财政部和张静江所属的沪军都督府产生矛盾；陈锦涛极力反对张静江方案，张静江因此于2月2日请辞。然而当时的社会舆论多认为应该发行新币，不仅沪军都督府，黎元洪治下的武昌军政府也要求铸造新币，并且早早命令武昌造币厂试铸，是为黎元洪像开国纪念币（俗称七分脸）。2月18日，黎元洪致电财政部要求统一铸币样式，并在2月下旬派官员到南京商定样式。3月6日，黎元洪请求财政部批准武昌试铸样式，但次日财政部驳回此案，要求武昌听候财政部决断；9日，财政部提交方案建议铸造1000万枚纪念币，并获得孙中山批准。
方案获批后，造币厂又因人事变动出现动乱，造币工作一度停滞。3月4日，臨時政府任命王兼善为造币厂厂长，任命财政部次长王鸿猷兼任造币总厂厂长，厂长王兼善的一系列整顿措施引发罢工，王鸿猷、王兼善分别于11日、14日请辞，15日造币厂帮长赵宗蕃代理厂长，工潮遂告平息。与此同时，袁世凯已经在北京就任临时大总统，陈锦涛随后移交财政大权，袁世凯任命黄兴为南京留守，厂长更换为留守府军法科长张孝准，铸币事项也转由其负责，期间南京造币厂还设计并试铸了袁世凯像开国纪念币。北京政府曾经於2月21日宣布，各地已经颁布的财政举措照旧实施，因此张孝准继续推动纪念币事宜，在5月终于发行第一期纪念币。6月14日，江南造币厂划归北京财政部直辖（后改称南京造币厂）。1913年1月，全国造币厂因银价低迷停铸银币。虽然该版原定发行1000万，但根据柳诒征1931年估计，实际发行只有10万，因此收藏家李银推断实际上在1912年5月初版后就没有再发行，现存量稀少。

### 再版
1927年北伐成功后，南京国民政府颁布《财政部令饬各造币厂停铸袁币改铸孙币呈》，命令各地停止铸造「袁大头」，暂时沿用民国元年（1912年）纪念币样式，各地都依照南京造币厂模具仿制。次年命令南京造币厂重新铸造开国纪念币，其样式、字体与元年发行版本差异不大，同时各地也纷纷加以仿制，因此存世量极大，人称「孙小头」。虽然「孙小头」在形式、成色上比较统一。《中国历代货币大系》曾引述“1927年6月至1928年3月，南京、杭州两厂铸造数达6000万元”，如果照此数据估算，截止到1933年3月停铸总铸量应该可达3亿枚左右，为各版中发行量最大者。但是由于各地仿制仓促、工艺差异，各地版本有所不同，特别是正面图案的花瓣枝叶，另外反面的孙中山像也不尽相同，甚至有地方仿品將英文「REPUBLIC」（民國）错刻为「REPUBLIO」。1925年孙中山去世之后，各地开始纷纷试铸孙像银币，1929年后南京国民政府开始策划新币发行时，也有不少孙像样币；由于当时国民政府仍在斟酌金、银本位制度，因此这些样币都没有发行，很少流入民间，存世量极少。虽然名义上为纪念币，实际上在1933年船洋发行之前，在国民政府的推动下，「孙小头」曾是袁大头的唯一替代品，「孙小头」也因此成为当时的通用货币之一。
法币信用崩溃后，中華民國政府宣布恢复银本位，各地于1948年10月10日恢复铸币，虽然各地版式大多是袁大头和船洋，但偶见「孙小头」。例如1949年1月，中央银行长沙分行行长辛蘅若奉令将湖南境内金圆券兑换之金银连夜偷运到广州后，湖南省政府为保护本地市场，于2月将国库中剩余的白银和银元委与长沙城内同丰、梁宝珍两家金号铸造银币，至8月中国人民解放军占领前夕，累计发行银元117.1573万枚，其中孙币50.9974万枚；银元一度成为省内主要流通货币，因此在当地存量相对较大。解放军占领广州后，中華民國政府于1949年11月将广东省第一造币厂迁往海南海口海甸造船厂内，利用从民间回收的白银铸造孙币，这批银元后来都转交海南银行，充当发行银元券的準備金。

## 样式与成色

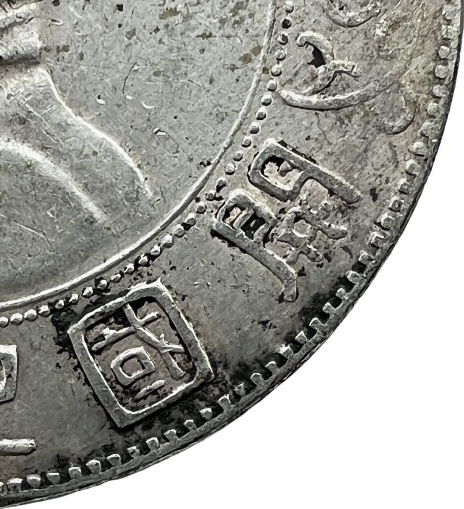
单日開图案

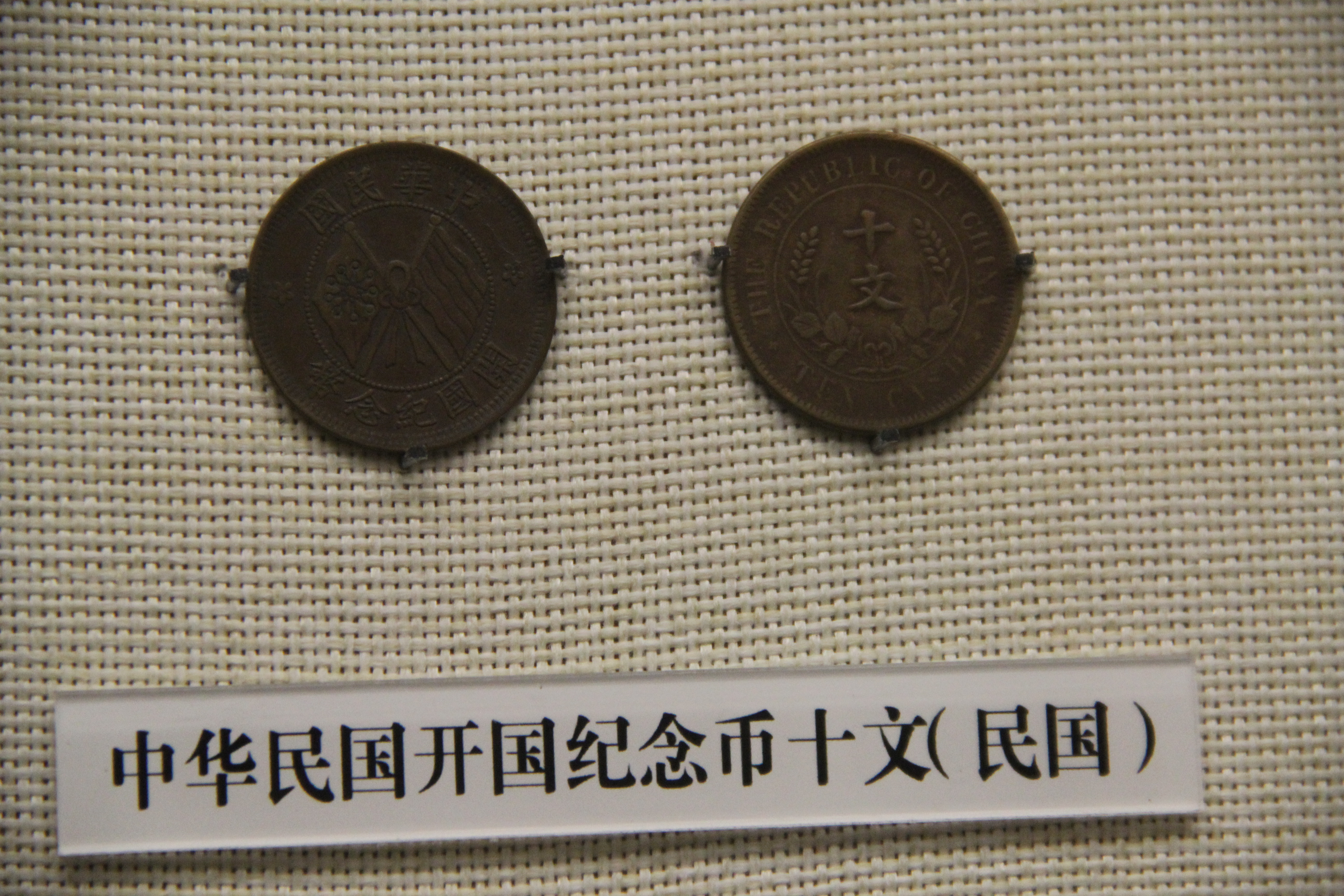
开国纪念币10文铜辅币

该币是第一种镌刻大总统头像的中国银币，取代了大清银元的皇家龙图，象征中国推翻帝制、走向共和。其币面镌刻中英文，象征中国对外开放。据曾在天津、南京造币厂工作的李伯琦回忆，该币各种图案俱有含义，左右五瓣梅花各一支象征五权宪法，背面“壹圆”两侧的嘉禾每支一穗三叶，象征三民主义。此外，正面隶书的“民”字特别将最后一画拉长，类似民报标题，象征人民出头、主权在民，背面“豆荚、麦穗”则应孙中山规定“其余通用新币中间应绘五谷模型，取丰岁足民之义，垂劝农务本之规”。铸币正面中央或背面左右两侧则铸造角星，视其形制差异可分为多种版式。就实物收藏而言，孙小头的重量与成色大多在26.3-26.8克、85%左右，然而实际上即便是同为官制差异也比较大，轻者可以低于26克，重者大于27克，成色在49%到89%间不等，各地铸造差异也更大，以海南1949年制作的版本成色最低。
1912年5月的初版孙币背面两侧下列为五角星，因此称下五角星版，由于其英文没有体现开国，南京临时政府改版制作了上五角星版的开国纪念币，泉界盛传下五角星版为天津版而上五角星版为南京老版，但根据李伯琦《中国纪念币考》手稿两版均系民国初年发行，成色质量均与当时的通用货币相同（根据清末《币制条例》规定为重库平七钱二分，即公制26.85672克，含银量90%）。民元纪念币为圆形银币，直径39.3毫米，正面为孙中心左侧半身像，上下分别环以“中华民国”“开国纪念币”；背面为嘉禾图案，正中间镌刻竖列“壹圆”，下五角星版四周镌刻“THE REPUBLIC OF CHINA”（中华民国）“ONE DOLLAR”（一元），而上五角星版镌刻“MEMENTO”（纪念）“BIRTH OF REPUBLIC OF CHINA”（中华民国开国）。
1927年后重铸版本的孙币虽然样式上和上五角星版基本相同，但五角星改为六角长花星，因此也被称作六角星版、普通版，南京、天津、杭州均有铸造，有“圆”字笔画出头和不出头两版，区别在于背面“圆”字上方笔画是否出头，同时成色则沿用袁大头“银九铜一”（银89%、铜11%）的规定，维持原重七钱二分，存世量极多。另外，该版存在右三瓣、左右三瓣版这样的罕见版本，可能产自南京和杭州，主要区别在于正面右侧或左右两侧梅花最上端镌刻有三条枝状纹饰。由于工期吃紧等原因，此次重铸英文错版较多，除了前文的“REPUBLIO”，还有“REPUBLIIC”、“BEPUBLIC”、“RIB1H”、“MOMEN1O”等等典型错误，是故英文错字为此版特色，并且文字中间的六角长花星其实也不尽相同。2008年新发现的单日開、双日開版区别在于正面“开国纪念币”的“開”部首上方中间的横是否与外面的两竖相连，如果两侧均相连称双日開，只有左侧相连则为单日開，单日開最少，双日開也有“过万难求一”之说。
在最后一批发行的孙币中，湖南发行的银元品质较好，海南则质量较差。湖南版的质量一般在26.7克上下，符合1933年《银本位币铸造条例》26.6971克的质量要求，但是由于使用落后的手摇压机，机器不能冲压只能渐进施压，一方面压出来的图案线条都比较光滑，没用冲压的刀切感，另一方面压力不足导致压纹较浅、图案部分模糊，同时在压花过程中银胚也会逐渐偏移导致图案打偏；压花后为了使银元脱模，其边道和内齿都与原版存在差异；边齿由于使用滚边机制成，因此形状比较独特，有些呈现“J”形。湖南版的图案也有所区别，最突出的是正面两侧枝头的枝条构成“曰”字，其次许多麦穗都是不粘连的空心籽。海南铸造的这批由于使用民间回收的白银，铸本质量较差，用于铸造成色75%的孙币，实际产出也不尽人意，重量在25.3至26.9克之间，成色下至49%、最高79.5%，图案的主要特征为梅花上端叶片缺少3道直纹，“圆”字笔画出头，背面时钟7点部位内齿粘连。
孙币另有1角和2角辅币发行，俗称“双旗”，金银币同模，1角标记面值而2角不标注，元年发行，正面为孙中山像，背面为交叉的五色旗和铁血十八星旗，上刻“中华民国”，下为“开国纪念币”，左右花纹，直齿边，直径22毫米，重5.3克。此外，根据南京造币厂档案，南京造币厂从1912年4月开始铸造2角铜辅币，同年8月还铸造过10枚2角金辅币上交财政部。孙币还有极少量的金主币，根据民国三十年《泉币》27期记载当时造币厂在铸造第一版银元时作为惯例会铸造金币十余枚，由财政部转赠与大总统、副总统及内阁总理和诸部长以资纪念，因此此类金币并非流通币。由于各地铸造的1角/10文纪念铜辅币没有统一规定的样式，南京临时政府在1912年3月曾下令地方和私人暂停铸造此币，然而后来还是为军阀滥发以充军费。